# Никелино
Никелино (итал. Nichelino) је насеље у Италији у округу Торино, региону Пијемонт.
Према процени из 2011. у насељу је живело 47605 становника. Насеље се налази на надморској висини од 232 м.

## Становништво
Према резултатима пописа становништва 2011. у општини је живело 47.851 становника.
| 1931. | 1936. | 1951. | 1961.  | 1971.  | 1981.  | 1991.  | 2001.  | 2011.  |
| ----- | ----- | ----- | ------ | ------ | ------ | ------ | ------ | ------ |
| 5.460 | 5.841 | 7.257 | 14.907 | 44.837 | 44.311 | 44.069 | 47.791 | 47.851 |

## Партнерски градови
- Калир е Кир, Викторија